# Anortit
Anortit je mineral iz skupine alumosilikata, preciznije alumosilikat kalcija s molekularnom formulom CaAl2Si2O8. To je jedan od krajnjih članova serije plagioklasnih feldspata, zajedno s albitom. Pod anortitom se podrazumijevaju i feldspati koji sadrži više od 90% molekularnih postotaka anortita. Boja anortita je bijela, siva, crvenkasta, a ogreb bijel. Nađen je u sastavu meteorita.